# Гнатишин Тарас Романович

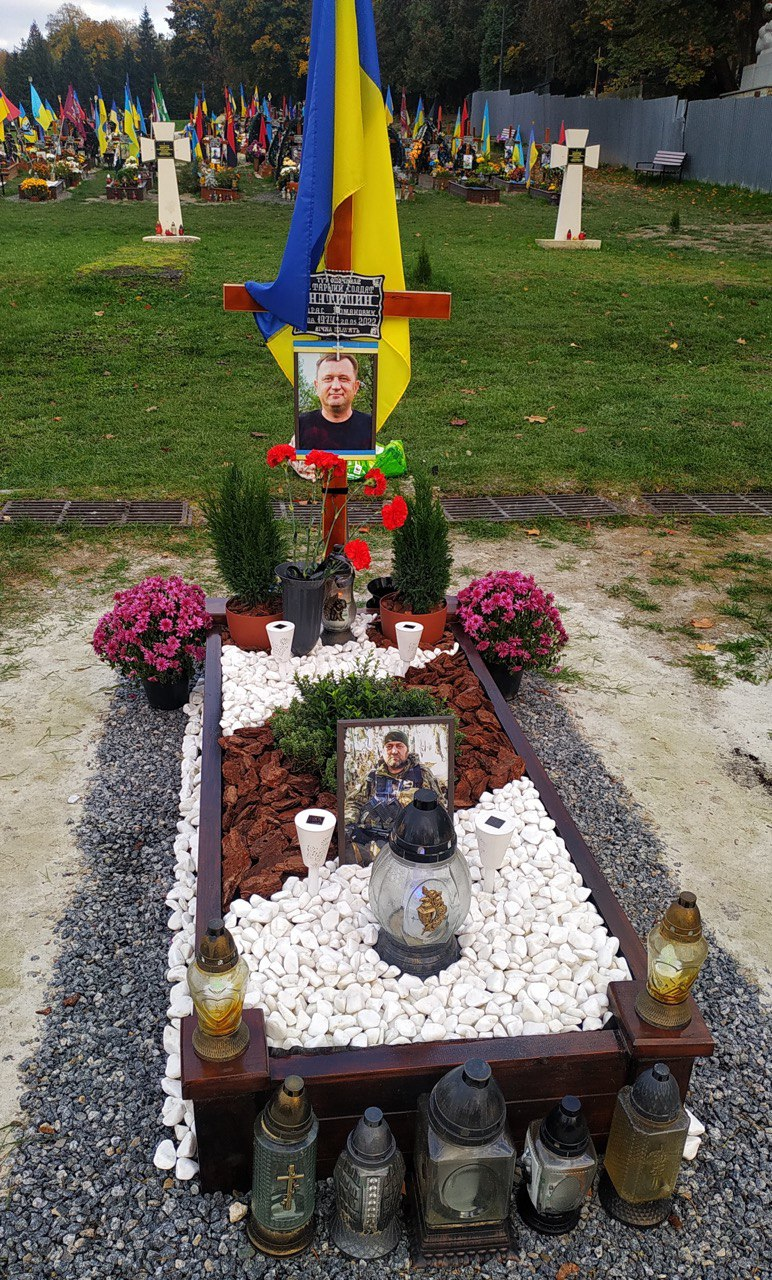

Гнатишин Тарас Романович (позивний «Боцман»; 18 серпня 1974, м. Львів — 20 травня 2022, поблизу м. Золоте, Луганська область) — український військовослужбовець, старший солдат 24 ОМБр ім. Короля Данила, Збройних сил України, учасник російсько-української війни. Кавалер ордена «За мужність» III ступеня (2023, посмертно).

## Життєпис
Гнатишин Тарас народився 18 серпня 1974 року в місті Львові. Дитинство провів у селі Липина, Яворівського району, звідки родом його батьки.
Навчався в Львівській середній загальноосвітній школі №46. У 1991 році  закінчив Львівське середнє професійне училище №64.
Після закінчення навчання служив у Севастополі в морському флоті на кораблі «Очаків», що був потоплений під час вторгнення росії в Україну на початку 2014 року.
Працював у ПП "Домотехніка" (пройшов шлях від вантажника до завідувача складом), згодом на підприємствах "Exim Textil",  ТЗОВ "Аппарель-Захід".
Останні роки працював водієм міжнародних перевезень, об'їздив майже всю Європу. 
З початком повномасштабної війни допомагав облаштувати блокпости для захисту рідного Львова. Був справжнім патріотом, тому добровольцем вступив до лав ЗСУ. 
Старший солдат. Служив водієм 2-мотопіхотноï роти мотопіхотного батальйону 24-ї окремої механізованої бригади імені короля Данила Оперативного командування «Захід» Сухопутних військ Збройних Сил України.
Захищав нашу Україну в одній з найпекельніших точок. Утримував позиції біля села Катеринівка, між м.Попасна та м.Золоте, Луганська область. Героїчно загинув 20-го травня внаслідок бойового зіткнення та масованого артилерійського обстрілу.
Похований 26 травня 2022 року на Личаківському військовому цвинтарі м.Львова.
У Тараса Гнатишина залишилися дружина, двоє дітей, мама та брат.

## Нагороди
- орден «За мужність» III ступеня (№8/2022 від 9 січня 2023 року, посмертно) — за особисту мужність і самовідданість, виявлені у захисті державного суверенітету та територіальної цілісності України, вірність військовій присязі.[3]
- орден "Хрест Героя" (№64 від 9 березня 2023 року, посмертно).

## Вшанування пам'яті
Історія Тараса представлена у книзі американського фотографа та письменника Christopher Briscoe "The Child on the Train : And Other Stories in War-Torn Ukraine"